# Caladenia remota
Caladenia remota är en orkidéart som beskrevs av Stephen Donald Hopper och Andrew Phillip Brown. Caladenia remota ingår i släktet Caladenia och familjen orkidéer.

## Underarter
Arten delas in i följande underarter:
- C. r. parva
- C. r. remota